# The Ultimate Fighter: Team Edgar vs. Team Penn
The Ultimate Fighter: Team Edgar vs. Team Penn (também conhecido como  The Ultimate Fighter 19 Finale) é a décima nona temporada do reality show do Ultimate Fighting Championship (UFC), The Ultimate Fighter.
Os treinadores e divisões de peso presentes foram anunciados em Setembro de 2013.
Essa temporada será transmitida pela Fox Sports 1, com estréia em 16 de Abril de 2014.